# Frands Mikkelsen Vogelius
Frands Mikkelsen Vogelius (født Frands Mikkelsen Riber 19. august 1640 i Ugilt, død 29. november 1702 i Åsted) var en dansk forfatter, historiker, teolog, sognepræst og provst i 1600-tallet. 

## Liv
Vogelius blev født i den lille vendsysselske bebyggelse Ugilt (hvoraf navnet Vogelius) i Aalborg Stift som søn af sognepræst Mikkel Christensen (1610 - 1662) og Kirsten Christensen (født Frandsdatter) (1614 - 1640), som var præstefolk på stedet. Hvorvidt moderen Kirsten dør i forbindelse med fødslen vides ikke, men hun skulle angiveligt være død samme år som Frands fødes. I 1655 kom han i Viborg Skole, hvor han nød undervisning af rektor og magister Niels "Aars" Jensen (1603 - 1672), en af sin tids mest ansete skolemænd. Når Vogelius siden, trods vanskelige studieforhold, besad en ualmindelig indsigt i de gamle sprog, skrev denne sig sikkert mere fra hans skoletid end fra hans universitetsliv på Københavns Universitet. Thi just som han 1658 afgik fra skolen med ovennævnte rektors gode vidnesbyrd, blev København indesluttet af svenskerne. I to år måtte han derfor forblive i sit hjem i Ugilt, indtil han efter freden 1660 kunne deponere ved universitetet. Men da "baade Exercitia og Beneficia cesserede" her, vendte han tilbage til sit hjem og forblev hjemme over et år. Da han endelig kom tilbage til universitetet, gjorde han imidlertid så hurtige fremskridt, at han efter ét års forløb kunne tage teologisk attestats med bedste karakter. I 1664 blev han kaldet til præst i Åsted og Skærum, i nærheden af hans fødested, og her forblev han til sin død. Han blev ligeledes provst for Horns Herred i Hjørring Amt i 1699. 
Hvad der hendrager opmærksomheden på denne mand, er hans lærde historiske granskninger og hans flittige skribentvirksomhed, men også den sørgelige kendsgerning, at tidens elendige vilkår ikke tillod ham at få noget udgivet af den lange række skrifter, han havde udarbejdet. Blandt disse kan nævnes danske oversættelser af Herodots, Thukydids, Diodors og Xenofons historiske værker og et "med utrolig Flid samlet stort Værk om hele Nordens Historie fra de ældste Tider indtil Forfatterens Samtid", kaldet Chronologia Gothica. En del af Vogelius sirlig udførte håndskrifter (til dels forsynede med akademisk approbation til trykken) findes endnu i vore bibliotekers manuskriptsamlinger. Et lyspunkt i hans trange skribentvilkår var det for ham, at han i den lærde bonde og historiske samler Peder Dyrskjøt og i stiftets biskop Jens Bircherod havde mænd i sin nærhed, der skønnede på hans flittige arbejde og gærne forhandlede lærde materier med ham. 
Han blev gift med Johanne Sørensdatter Lam og efter hendes død igen med Kirsten Vogelius (født Kirsten Madsdatter 1630-1637) i 1668. Parret fik de to børn: Ingeborg Frantzdatter Vogelius (1669 - 1702) og Michael Frantzen Vogelius (1671 - 1731).

## Død
De egentlige omstændigheder ved Vogelius' død kendes ikke men beskrives som en familietragedie, da både hans datter, hustru og ham selv dør samme år. Familietragedien starter med at datteren, Ingeborg Frantzdatter Vogelius (født 1669), bliver gravid med en anden end hendes ægtemand, hvilket er særlig problematisk for en præstedatter. Ingeborg tager derfor sit eget liv 20. august 1702. 
Blot 3 måneder efter, den 29. november 1702, dør Frands Mikkelsen Vogelius, muligvis ved selvmord. Han bliver begravet ugen efter, den 7. december 1702, i Åsted. Ved hans død skriver Peder Dyrskjøt følgende til stiftets biskop, Jens Bircherod:
"Nov. 1702. Nu ret som jeg skrev, fik jeg en højtbedrøvelig Tidende om Sal. Hr. Frands Michelsens Død i Aasted, hvilket höjligen smerter mig, at jeg ikke længere her i Verden kan nyde hans Omgængelse. Her er ingen Præster her nær omkring mig, der enten udsætter eller har udsat slige herlige gamle Bøger paa Dansk som han. Jeg klager mig saa meget haardt for den Sal. Mand Hr. Frands. Jeg vilde hellere, at jeg selv eller Halvparten af Stiftets Præster var død i Stedet for ham. Men hvad skal man slutte! Gud glæde hans Sjæl i Himmerige."
Det ses desuden at hustruen Kirsten Vogelius (født Madsdatter) også dør samme år (nærmere dato kendes dog ikke), hvilket efterlader sønnen Michael Frantzen Vogelius som den eneste til at føre slægten videre. 

## Værker
Følgende er en ufuldstændig oversigt over Vogelius' egne værker og oversættelser:
- Chronologia Gothica Harmonica et Historica
- Delineatio Chronologica universalis
- Chronologia Flavii Josephi examinata
- Hedenske Norden
- Herodots Historien - Dansk oversættelse
- Thukydids Den Peloponnesiske Krig - Dansk oversættelse
- Diodors Bibliotheca historica - Dansk oversættelse
- Xenofons Hellenika - Dansk oversættelse
- Johannes "Cinnamus" Grammaticus - Dansk oversættelse